# Blog TV
『Blog TV』（ブログティーヴィー）は、東京メトロポリタンテレビジョン（TOKYO MX）にて2006年7月から2007年9月に放送されていた、インターネット情報番組。

## 概要
番組名からもわかるとおり、番組の主題をブログにおいており、ブログ検索エンジン「Technorati」を利用して国内外のブログで話題となっている事柄を元に、社会のトレンドなどを探ることが中心となっている。
また、アルファブロガーをはじめとする著名ブロガーや、ブログ上で話題となっているアーティストをゲストに招いてインタビューをしたり、視聴者（消費者）が独自に作ったCM（Consumer Generated Commercial Message、CGCM）を募集（過去には番組とのタイアップでハインツやウィルコムが募集を行った）するなど、様々な企画を行っている。
さらに、この番組独自の試みとして、2006年8月末からクリエイティブ・コモンズのライセンスに基づいて番組を製作、全編をYouTubeやGoogle Video、i-revo、AmebaVisionなどの動画共有サイトでほぼリアルタイムでインターネット動画配信を行っている。番組の権利自体はTOKYO MXと番組スポンサーでありテクノラティジャパンの親会社でもあるデジタルガレージが保有、出演者もブロガーやIT業界関係者が中心となっているため、許諾についてはクリアしやすいという点が大きい。こうした試みは放送と通信の融合という面で、テレビ局自体が権利問題を解消し動画共有サイトを活用し公式配信するという、日本では初めてとなる事でもあり、注目されていた。

## 放送日時
（日本標準時。）
- 東京MXテレビ
  - 定期放送
    - 2006年7月7日 - 2007年7月●日 金曜日22:00 - 22:30

  - スペシャル
    - 2007年7月●日 ●曜日XX:XX - XX:XX
    - 2007年8月●日 ●曜日XX:XX - XX:XX
    - 2007年9月●日 ●曜日XX:XX - XX:XX

## 主な出演者
- 神田敏晶（KandaNewsNetwork代表、番組最初期はコメンテーター、後に司会に）
- 金澤カオル（タレント、司会を担当）
- 北本かつら（放送作家、番組最初期に司会として出演）
- 山崎富美（テクノラティジャパン社員）
- 伊藤穰一（デジタルガレージ創業者・取締役）
- スザンヌ　「スザンヌのこれ見てネット」